# Periplus Maris Erythraei

Sjörutter och ortnamn ur Periplus Maris Erythraei

Periplus Maris Erythraei (latin Periplus Maris Erythraei eller Periplus Maris Erythraea, grekiska περίπλους τῆς ἐρυθρᾶς θαλάσσης "Rundresa kring Röda havet") är en historisk skrift som detaljerat beskriver antika handelsvägar från Antikens Egypten längs kusterna kring Röda havet, Afrikas horn ända till Indien. Boken är bland de äldsta bevarade skrifterna och innehållet gör den till ett litterärt unikum om dåtidens handelshistoria i området.

## Boken
Boken tros ha tillkommit mellan första och tredje århundradet. De flesta historiker idag anser att den skrevs mellan år 40 och 60.
Författaren är okänd men denna hade god kännedom om dåtidens Alexandria.
Periplus Maris Erythraei är skriven på grekiska och beskriver detaljerat om olika handelsplatser och deras hamnar, samt värderar deras respektive handelsvaror och ger tips om vad som är gångbart på respektive ort.
Boken omfattar 66 kapitel fördelade på tre sektioner, där de flesta kapitel utgörs av korta textstycken.
- Sektion 1 beskriver handelsvägar från norr till söder längs Afrikas östra kust.

- Sektion 2 beskriver handelsvägar från väst till öst längs Arabiska halvön till västra Indien.

- Sektion 3 beskriver handelsvägar i östra Indien.

En handgjord kopia från 900-talet förvaras idag på universitetet i tyska Heidelberg.

## Historia
Den första översättningen i sin helhet gjordes 1912 av amerikanske Wilfred Harvey Schoff vid Philadelphias Handelsmuseum.
Svenske Hjalmar Frisk gjorde 1927 en översättning till franska  baserad på historikern Lucius Flavius Arrianus kopia från 1:a århundradet.
En senare översättning med kommentarer gjordes 1989 av amerikanske Lionel Casson vid New York University, en översättning som idag betraktas som ett standardverk.